# Estación de Cetina
Cetina es un apeadero ferroviario situado en el municipio español de Cetina en la provincia de Zaragoza, comunidad autónoma de Aragón. Cuenta con servicios de Media Distancia operados por Renfe.

## Situación ferroviaria
La estación se encuentra en el punto kilométrico 213,6 de la línea férrea de ancho ibérico que une Madrid con Barcelona a 675 metros de altitud, entre las estaciones de Ariza y de Alhama de Aragón. El tramo es de doble vía y está electrificado.

## Historia
La estación fue inaugurada el 25 de mayo de 1863 con la apertura del tramo Medinaceli - Zaragoza de la línea férrea Madrid-Zaragoza por parte de la Compañía de los Ferrocarriles de Madrid a Zaragoza y Alicante o MZA. En 1941, la nacionalización del ferrocarril en España supuso la integración de MZA en la recién creada RENFE.
Desde el 31 de diciembre de 2004 Renfe Operadora explota la línea mientras que Adif es la titular de las instalaciones ferroviarias.
En 2009 el edificio de viajeros fue rehabilitado y tapiado y se construyeron refugios para los usuarios, en un intento de Adif de adecentar la estación.

## La estación
Si bien conserva su edificio para viajeros, que de hecho fue reformado en 2009, el mismo permanece cerrado y ha sido sustituido por pequeños refugios en los andenes haciendo que la estación funcione como un apeadero. 

## Servicios ferroviarios

### Media Distancia
Renfe presta servicio de Media Distancia gracias a sus trenes Regionales en los siguientes trayectos:
| Línea MD | Trenes   | Origen/Destino   |  | Destino/Origen             |
| -------- | -------- | ---------------- |  | -------------------------- |
|          | Regional | Madrid-Chamartín |  | Lérida Zaragoza-Miraflores |
| '        | Regional | Arcos de Jalón   |  | Zaragoza-Miraflores        |